# Emanuela Fanelli
Emanuela Fanelli (Roma, 6 luglio 1986) è un'attrice e comica italiana.
Nella sua carriera ha vinto due premi David di Donatello: nel 2023 come Miglior attrice non protagonista per il film Siccità, e nel 2024 nella stessa categoria per la sua interpretazione in C'è ancora domani. 

## Biografia
Emanuela Fanelli inizia la sua carriera a teatro da adolescente. Esordisce al cinema nel 2015 con Non essere cattivo di Claudio Caligari, a cui fanno seguito altre pellicole: Gli ultimi saranno ultimi e Beata ignoranza di Massimiliano Bruno, Assolo di Laura Morante, La casa di famiglia di Augusto Fornari e A mano disarmata di Claudio Bonivento. Nel 2016 è stata Cinzia, protagonista femminile della serie TV Dov'è Mario?, prodotta da Wildside per Sky Uno, al fianco di Corrado Guzzanti. Ha vinto una serie di riconoscimenti, tra cui, la menzione speciale come "miglior attrice" e come "miglior monologo" premiata da Carlo Verdone, Daniele Luchetti e Lina Wertmüller, vincendo il contest del festival romano di cinema "Ciak, si Roma! Nove giorni di grandi interpretazioni".
Nel 2014 ha ricevuto il 48h Film Project come "miglior attrice" per il suo ruolo nel cortometraggio Un film d'amore. Nel 2018 e nel 2020 ha partecipato con due suoi monologhi in due programmi di Serena Dandini, rispettivamente: La TV delle ragazze - Gli Stati Generali 1988-2018 con il monologo Andrà tutto bene e Stati generali con il monologo Il Cerbiatto. Dal 2016 lavora in radio al fianco di Lillo & Greg nel programma 610 di Rai Radio 2 in cui interpreta vari personaggi. Nel 2019 è stata una dei protagonisti del programma TV Battute? su Rai 2 e la protagonista del videoclip Immigrato, brano di Checco Zalone pubblicato per promuovere l'uscita nelle sale cinematografiche del suo film Tolo Tolo.
Dal 2020 prende parte al programma Una pezza di Lundini, con Valerio Lundini, in onda dal 7 settembre 2020 su Rai 2. Nel 2021 partecipa alla terza serata del Festival di Sanremo 2021 in qualità di ospite per la serata cover al fianco de Lo Stato Sociale, Francesco Pannofino e i lavoratori del mondo dello spettacolo con il brano Non è per sempre degli Afterhours. È stata la madrina della cerimonia di premiazione del Torino Film Festival 2021. Viene in seguito scelta come conduttrice per 60 sul 2, programma celebrativo per i sessant'anni di Rai 2.
Nel 2023 vince il David di Donatello per la migliore attrice non protagonista per la sua interpretazione in Siccità di Paolo Virzì ed è nel cast di
C'è ancora domani, film che segna l’esordio alla regia di Paola Cortellesi. Nel 2024, sempre diretta da Virzì, è al cinema con Un altro ferragosto e  vince il David di Donatello per la migliore attrice non protagonista per la sua recitazione in C'è ancora domani di Paola Cortellesi. Prende poi parte alla terza stagione di Dinner Club, show di Carlo Cracco in quattro episodi su Prime Video.

## Filmografia

### Cinema
- Non essere cattivo, regia di Claudio Caligari (2015)
- Gli ultimi saranno ultimi, regia di Massimiliano Bruno (2015)
- Assolo, regia di Laura Morante (2016)
- Beata ignoranza, regia di Massimiliano Bruno (2017)
- La casa di famiglia, regia di Augusto Fornari (2017)
- A mano disarmata, regia di Claudio Bonivento (2019)
- Brave ragazze, regia di Michela Andreozzi (2019)
- Siccità, regia di Paolo Virzì (2022)
- C'è ancora domani, regia di Paola Cortellesi (2023)
- Un altro ferragosto, regia di Paolo Virzì (2024)
- Follemente, regia di Paolo Genovese (2025)

### Cortometraggi
- Un film d'amore (2014)
- Cose dell'altro mondo (2017)
- Biagio - Una storia vera (2019)

### Televisione
- Dov'è Mario? – serie TV (2016)
- Sono Lillo – serie TV (2023)
- Call My Agent - Italia – serie TV, 7 episodi (2023-2024)
- Illuminate: Franca Valeri, regia di Maria Iovine – docufilm (2023)
- No Activity - Niente da segnalare, regia di Valerio Vestoso – miniserie TV (2024)

### Videoclip
- Immigrato di Checco Zalone (2019)
- Tutta di Daniele Silvestri (2023)

## Televisione
- La TV delle ragazze - Gli Stati Generali 1988-2018 (Rai 3, 2018)
- Battute? (Rai 2, 2019)
- Stati generali (Rai 3, 2020)
- Una pezza di Lundini (Rai 2, 2020-2022)
- 60 sul 2 (Rai 2, 2021)
- I magnifici 4 della risata (Rai 3, 2023)
- Dinner Club (Prime Video, 2024)

## Audiolibri
- Kobane Calling scritto da Zerocalcare, Storyside (2021)

## Radio
- 610 (Rai Radio 2, dal 2016)

## Riconoscimenti
- David di Donatello
  - 2023 – Migliore attrice non protagonista per Siccità 
  - 2024 – Migliore attrice non protagonista per C'è ancora domani
- Nastri d'argento - Grandi Serie
  - 2023 – Candidatura alla migliore attrice non protagonista per Esterno notte

- 48h Film Project
  - 2014 – Miglior attrice per Un film d'amore
- Taormina Film Fest